# بيتر تود
بيتر تود هو أكاديمي كندي، ولد في 1962 في برنابي في كندا.